# سسک سیاه‌وسفید
سسک سیاه‌وسفید (نام علمی: Mniotilta varia) یکی از گونه‌های چرخ‌ریسک‌نمایان (سسک‌های جهان جدید) و تنها عضو سردهٔ آن، Mniotilta است. در شمال و شرق آمریکای شمالی و زمستان‌ها در فلوریدا، آمریکای مرکزی و هند غربی تا پرو زادآوری می‌کند. این گونه یک سرگردان بسیار نادر به اروپای غربی است.
نسبت به دیگر سسک‌های جهان جدید، به خوبی مطالعه نشده است.

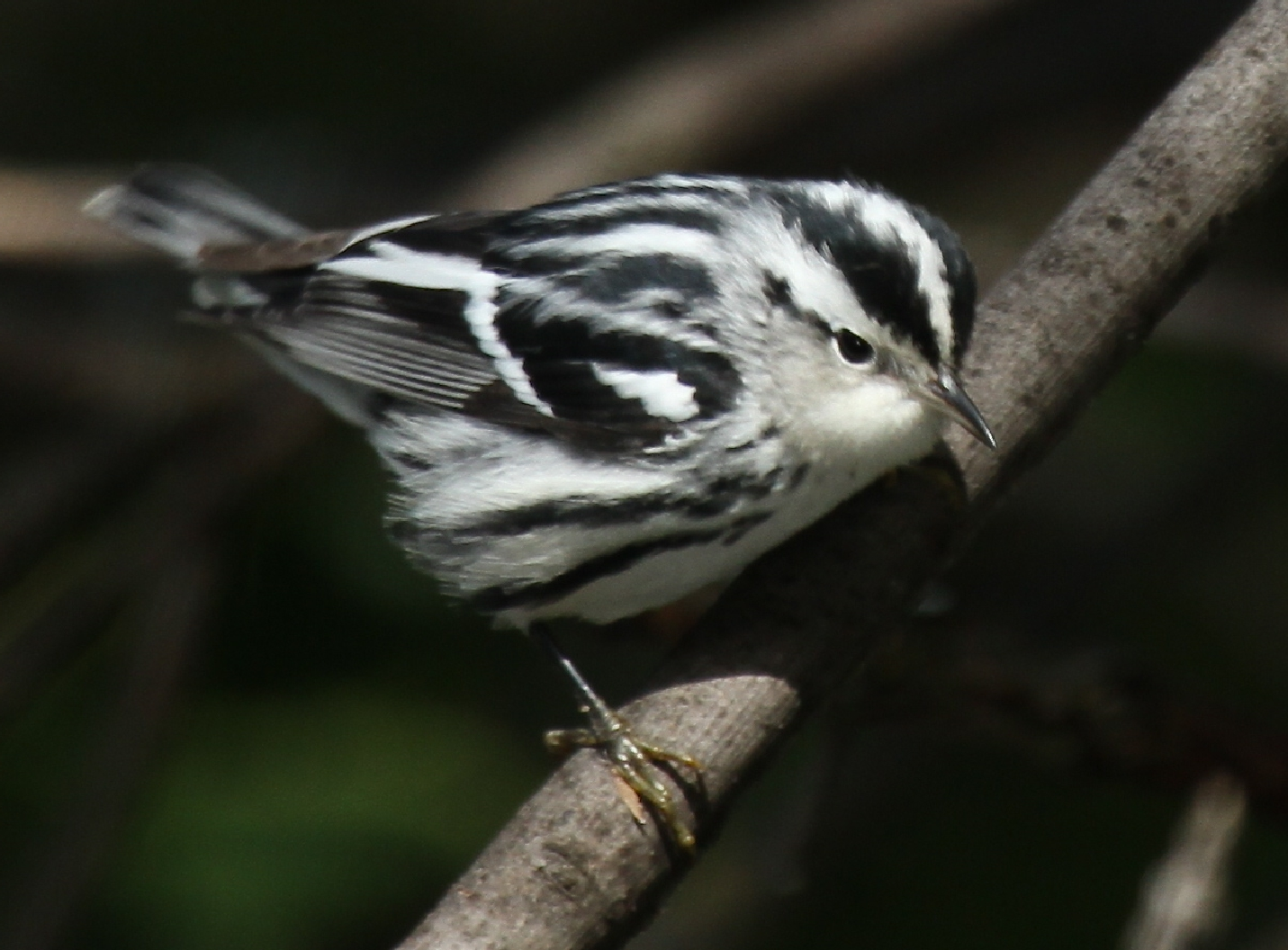
پارک کلمبوس - شیکاگو